# سید حسین طباطبایی قمی
سید حسین طباطبایی قمی (معروف به حاج‌آقا حسین قمی) (۲۶ آذر ۱۲۴۴ در قم – ۱۶ اسفند ۱۳۲۵ در نجف) فرزند میرزا محمود قمی، فقیه و مجتهد و از مراجع تقلید معاصر است. وی پس از درگذشت سید ابوالحسن اصفهانی مرجعیت عامه شیعه را بر عهده داشت.
به دنبال سیاست‌های تغییر لباس در دوران پهلوی اول، وی در تیرماه ۱۳۱۴ به پیشنهاد علمای مشهد جهت مذاکره با رضاشاه در مورد این سیاست‌ها راهی تهران شد. قمی در تهران در حصر قرار گرفت و ممنوع ملاقات شد. دستگیری وی توسط رضاشاه زمینه‌ساز تجمع واقعه مسجد گوهرشاد شد.
وی کمتر از ۴ ماه پس از مرجعیت عامه شیعه شدن، در سن ۸۱ سالگی درگذشت. پس از درگذشت وی، سید حسین طباطبایی بروجردی مرجعیت عامه شیعه را بر عهده گرفت.
حسن طباطبایی قمی و تقی طباطبایی قمی مراجع تقلید درگذشته، از فرزندان وی بودند. همچنین سید صدرالدین صدر داماد وی بود و سید موسی صدر و سید رضا صدر نوه‌های او بودند.

## تولد
حسین قمی در ۲۶ آذر ۱۲۴۴ (۲۸ رجب ۱۲۸۲ هجری قمری) در شهر قم به دنیا آمد.

## تحصیلات
وی تحصیلات ابتدایی خود را در قم شروع کرد و تا بلوغ در قم تحصیل کرد و سپس در پی تکمیل تحصیلات حوزوی راهی تهران شد و درس‌های دوره سطح مانند معالم، قوانین، شرح لمعه، و رسائل و مکاسب را نزد استادان حوزه خواند. وی پس از پنج سال تحصیل تهران را به مقصد عراق ترک کرد.
طباطبایی در ۲۲ سالگی عازم مکه و مدینه شد و در بازگشت، وارد نجف گردید و پس از زیارت، راهی سامرا شد و در جلسه درس میرزای شیرازی شرکت کرد و پس از دو سال اقامت در سال ۱۳۰۶ قمری بار دیگر به تهران بازگشت.
وی در حوزه علوم عقلی و عرفان شاگرد میرزا ابوالحسن جلوه، علی مدرس یزدی و میرزا محمود قمی بود و درس فقه و اصول را نزد میرزاحسن آشتیانی و فضل‌الله نوری گذراند. در ۱۳۱۱ قمری برای تکمیل تحصیلات خود به نجف رفت و شاگرد میرزا حبیب‌الله رشتی، ملا علی نهاوندی، آخوند خراسانی و سید محمدکاظم طباطبایی یزدی شد. وی در تهذیب اخلاق شاگرد سید مرتضی کشمیری و در علم حدیث شاگرد محدث نوری شد. پس از آن به سامرا رفت و نزد میرزا محمدتقی شیرازی عمده تحصیلات خود را به انجام رساند و در نهایت از او اجازه اجتهاد گرفت.
| استادان در تهران - آقا علی مدرس - میرزا ابوالحسن جلوه - میرزا علی اکبر حکمی یزدی - میرزا هاشم رشتی - علی نوری - میرزا ابوالحسن کرمانشاهی - میرزا محمود قمی - عبدالمحسن مدرس ریاضی - فضل‌الله نوری - میرزاحسن آشتیانی | استادان در سامرا و نجف - میرزای شیرازی - میرزا حبیب‌الله رشتی - آقا رضا همدانی - آخوند ملا علی نهاوندی - آخوند خراسانی - سید محمدکاظم طباطبایی یزدی - سید مرتضی کشمیری - محدث نوری - میرزا محمدتقی شیرازی |

## آغاز مرجعیت
با توجه به درخواست شیعیان مشهد از میرزا محمدتقی شیرازی، وی سید حسین طباطبایی قمی را مناسب دانسته و سفر به مشهد و اقامت در آنجا را به وی پیشنهاد کردند. بدین ترتیب وی پس از ده سال سکونت در سامرا، به سوی مشهد عزم سفر کرد.
او با ورود به مشهد، با برپایی نماز جماعت، ارتباط خود را با مردم برقرار کرد و با پاسخگویی به سؤالات مقلدان، سرپرستی حوزه علمیه را به عهده گرفت و علاوه بر رسیدگی به امور محصلان علوم دینی، فقه و اصول را برای طلاب در منزل خود تدریس می‌کرد. گرچه قمی از دادن رساله و قبول مسوولیت مرجعیت امتناع می‌کرد، ولی رسالهٔ احکام فارسی وی در سال ۱۳۵۱ قمری به چاپ رسید و مرجعیت او از آن تاریخ آغاز گردید.

## حصر خانگی و واقعه مسجد گوهرشاد
سید حسین طباطبایی قمی با مدرن سازی از سوی رضاشاه مخالف بود. به دنبال اجباری شدن کلاه شاپو و سیاست‌های تغییر لباس در دوران پهلوی اول، وی در تیرماه ۱۳۱۴ به پیشنهاد علمای مشهد جهت مذاکره با رضاشاه در مورد این سیاست‌ها راهی تهران شد.
وی پس از ورود به تهران، به ری رفت و در باغ سراج‌الملک ساکن شد. حکومت پهلوی محل اقامت او را تحت محاصره قرار داد. خبر بازداشت او با اعتراضات مردم، به ویژه مردم مشهد مواجه شد. مردم در حرم رضا و مسجد گوهرشاد اجتماع کرده و به سخنان وعاظ و خطبا همچون محمدتقی بهلول گوش می‌دادند و این کار چند روز طول کشید. تا این که در نهایت مأموران در روز چهاردهم ربیع‌الثانی و در واقعه مسجد گوهرشاد به جمع روحانیون و مردم که در مسجد گوهرشاد دست به تحصن زده بودند، حمله‌ور شده و آتش گشودند. پس از کشتار و سرکوب مردم در مسجد گوهرشاد، حکومت در سال ۱۳۵۴ قمری او را از ایران به عراق تبعید کرد. به همین علت از این سال به بعد مرجعیتش به کربلا منتقل شد.
او در کنار اداره حوزه و زعامت دینی مردم و انجام مرجعیّت، به طلاب هم تدریس و دروس خارج فقه و اصول را برایشان آن بیان می‌کرد.

## فتوای جهاد
سید حسین طباطبایی قمی در دوران حضور در حوزه علمیه کربلا در جریان اشغال عراق در جنگ جهانی دوم، به همراه دیگر علمای عراقی و ایرانی مقیم این کشور، فتوای جهاد علیه متفقین را صادر کرد و خواهان مقابله با اشغالگران شد.

## بازگشت به ایران
با سقوط رضاشاه، طباطبایی قمی در سال ۱۳۲۲ به مشهد بازگشت. او از دولت خواست که به خواسته‌هایی چون لغو کشف حجاب، انحلال مدارس مختلط، برپایی نماز جماعت و تعلیم قرآن و درس دینی در مدارس، آزادی حوزه‌های علمیه، کاهش فشار اقتصادی از دوش طبقه ضعیف، تلاش برای تعمیر قبور ائمه بقیع عمل کند. برخی از این خواسته‌ها عملی شد.

## ترور احمد کسروی
پس از ترور احمد کسروی در تاریخ ۲۰ اسفند ۱۳۲۴، سید حسین طباطبایی قمی از نجف به نخست‌وزیر احمد قوام تلگرافی زد و خواستار آزادی سریع ضاربان شد و نگرانی خودش را از عدم تقدیر دولت از «شجاعت ضاربان کسروی» بیان کرد.
سرانجام ضاربان زیر فشار علما و رهبران مذهبی و بازاریان بانفوذ، پس از محاکمه کوتاهی، آزاد شدند.

## مرجعیت عامه شیعه
بعد از درگذشت سید ابوالحسن اصفهانی، حسین طباطبایی قمی راهی نجف شد. علما و مجتهدان نجف بعد از مرگ اصفهانی در پی مرجع عام دیگری، برای سپردن مرجعیت عامه شیعیان و سرپرستی حوزه علمیه نجف به او بودند و سید حسین طباطبایی قمی را لایق این مسؤولیت می‌دانستند. وی با این موضوع موافقت کرد.

## تألیفات
وی تألیفات متعددی بر جای گذاشته‌است که عمدتاً به زبان عربی نوشته شده‌است. در زیر عنوان تعدادی از کتاب‌های وی آمده‌است:
| - حاشیه بر عروة الوثقی - هدایه الانام فی المسائل الحلال و الحرام «رساله الحکام» - الذخیره الباقیه فی العبادات و المعاملات - حاشیه بر رساله ربائیه رضاعیه - حاشیه بر رساله ارث و نفقه - حاشیه بر صحه‌المعاملات | - حاشیه بر مجمع المسائل - منتخب الاحکام - مختصر الاحکام - طریق النجاة - ذخیره العباد - مناسک حج |